# Pétanque w Polsce

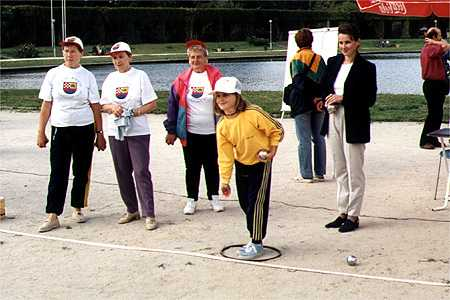
I Mistrzostwa Wrocławia – sierpień 1999

W Polsce pétanque (petanka) zaczęła pojawiać się w drugiej połowie lat 40. XX wieku wraz z powrotem polskich repatriantów. Przywozili oni ze sobą bule i zamiłowanie do wówczas zupełnie nieznanego w Polsce sportu. Osiedlani byli na Ziemiach Odzyskanych, wielu z repatriantów trafiło na Dolny Śląsk w okolice Wałbrzycha.
Przez lata PRL pétanque (gra w bule) była marginalizowana i nie była dostrzegana jako dyscyplina sportu. Pierwszym stowarzyszeniem skupiającym sympatyków gry było powstałe 25 sierpnia 1999 Towarzystwo Miłośników Pétanque w Myślenicach.
10 listopada 2002 przedstawiciele sześciu klubów i stowarzyszeń: KS „Petanka” Wrocław, ASV Wrocław, KSP Jedlina-Zdrój, stowarzyszenia z Wałbrzycha oraz Żywca opracowali statut organizacyjny i powołały Polską Federację Pétanque.

## Zasięg i rozwój terytorialny
W roku 2012 kluby należące do Polskiej Federacji Pétanque zarejestrowane były w województwach:
- dolnośląskim – 6 klubów
- wielkopolskim – 4 kluby
- mazowieckim, pomorskim, śląskim – po 3 kluby
- lubuskim, łódzkim – po 2 kluby
- małopolskim, podkarpackim, podlaskim, opolskim – po 1 klubie
- zachodniopomorskim, kujawsko-pomorskim, lubelskim, świętokrzyskim, warmińsko-mazurskim – 0[2].

## Klubowe Mistrzostwa Polski
Rozgrywki Klubowych Mistrzostw Polski w pétanque maja miejsce rokrocznie od 2004. Do roku 2008 włącznie Klubowe Mistrzostwa Polski PFP rozgrywane były w dwóch ligach. Rosnąca popularność tej dyscypliny spowodowała, że w roku 2009 utworzona została trzecia liga (z podziałem na grupy A i B). Z tego samego powodu nastąpiło rozszerzenie liczby drużyn w I i II lidze do ośmiu.
W roku 2012 w Polsce istniało 27 klubów zrzeszonych w Polskiej Federacji Pétanque i posiadających prawo do uczestnictwa w oficjalnych rozrywkach PFP. Wszystkie kluby skupione są w trzech ligach.
Pierwsza Liga Polskiej Federacji Petanque po rozgrywkach w sezonie 2012:
1. Żywiecki Klub Boules - klubowy mistrz Polski 2012
2. KSP „Słowianka” Gorzów Wielkopolski
3. TS Liskowiak Lisków
4. ŚKPP Buler Śrem
5. KSP Broen-Karo Dzierżoniów
6. Śremski Klub Petanque
7. Myślenicki Klub Pétanque
8. KSP Jedlina-Zdrój

## Turnieje
Oprócz turnieju ligowego (Klubowe Mistrzostwa Polski) w Polsce rozgrywa się również Drużynowe Mistrzostwa Polski, Puchar Polski i turnieje otwarte pod patronatem PFP. Zawodnicy i amatorzy pétanque mają w sezonie (marzec - wrzesień) wiele okazji do rozgrywek.

### Mistrzostwa Polski
Rozgrywki Drużynowych Mistrzostw Polski toczą się w następujących kategoriach: Mistrzostwa Polski Seniorów, Mistrzostwa Polski Kobiet, Mistrzostwa Polski Juniorów. Nie istnieją ograniczenia, które zabraniałyby juniorom występu w mistrzostwach seniorów, juniorkom w mistrzostwach seniorów lub kobiet ani kobietom w mistrzostwach seniorów. Zwycięska drużyna Mistrzostw Polski Seniorów ma prawo reprezentować Polskę w następnym sezonie. Zawodnicy drużyny - triplet (ewentualnie z rezerwowym) nie muszą pochodzić z tego samego klubu.

### Puchar Polski
Również w przypadku Pucharu Polski zawodnicy nie muszą pochodzić z tego samego klubu. Rozgrywki pucharowe toczą się w następujących kategoriach: Puchar Polski Singli, Puchar Polski Dubletów, Puchar Polski Tripletów, Puchar Polski Par Mieszanych (tzw. mixty).

### Centrope Cup
Polska jest członkiem grupy sześciu państw ze środkowej Europy, które uczestniczą w rywalizacji pod nazwą Centrope Cup. Co roku jeden z sześciu turniejów Centrope Cup rozgrywany jest również w Polsce.

### Grand Prix
Turnieje o nazwie Grand Prix organizowane są w polskim środowisku graczy w petankę od początku istnienia pierwszych, formalnych struktur.
Nazwa Grand Prix nie jest regulowana przepisami Federacji jednak zwyczajowo pojawia się wyłącznie przy okazji największych imprez realizowanych przez kluby. W Polsce, jak dotąd, realizowane były cztery regionalne turnieje GP, wszystkie formule Open, z czego jeden pod patronatem PFP. Trzy z nich są regularnie kontynuowane.
| Nazwa zawodów                         | Opis | Organizator                                                                                                | Pierwsze zawody | Turniej rankingowy |
| ------------------------------------- | --- | --- | --------------- | ------------------ |
| Grand Prix Pétanque Myślenice         | Początkowo organizowane jako cykl otwartych turniejów pod honorowym patronatem Konsula Generalnego Francji w Krakowie, najstarsza cykliczna imprezą pétanque w Polsce, rozgrywana w konkurencji tripletów           | Myślenicki Klub Pétanque (wcześniej pod nazwą Towarzystwo Miłośników Pétanque)                             | 1999            | tak                |
| Grand Prix Śląska                     | Cykl turniejów pétanque w konkurencji dubletów, po trzech etapach rozgrywek (19 lipca, 22 sierpnia, 13 września) finał rozegrany został 4 października. Od roku 2012 organizator nie podjął się kontynuacji imprezy | Sekcja Petanque przy Stowarzyszeniu Domu Miasta Saint-Etienne w Katowicach                                 | 2009            | nie                |
| Zimowe Grand Prix - Jedlina-Zdrój     | Pierwsza zimowa impreza pétanque w Polsce, w każdym sezonie ma do czterech edycji, rozgrywana jest w konkurencji tripletów                                                                                          | KSP Jedlina-Zdrój                                                                                          | 2010            | nie                |
| Grand Prix o Puchar Prezydenta Leszna | Turniej poprzedzony jest, organizowanym w tym samym miejscu i podczas tego samego weekendu Halowym Pucharem Polski Tripletów. Organizowany jest od patronatem PFP.                                                  | OS „Leszczynko” TKKF Leszno od pierwszego roku przynależności klubu do struktur PFP                        | 2010            | tak                |
| Grand Prix Polski w pétanque          | Międzynarodowa impreza pétanque organizowana w Katowicach na ulicy Mariackiej, rozgrywki odbywają się w konkurencji tripletów w formule zamkniętej, systemem grupowym w dwu fazach.                                 | Śląski Klub Petanque „Carbon” i Sekcja Petanque przy Stowarzyszeniu Domu Miasta Saint-Etienne w Katowicach | 2012            | nie                |

### Openy

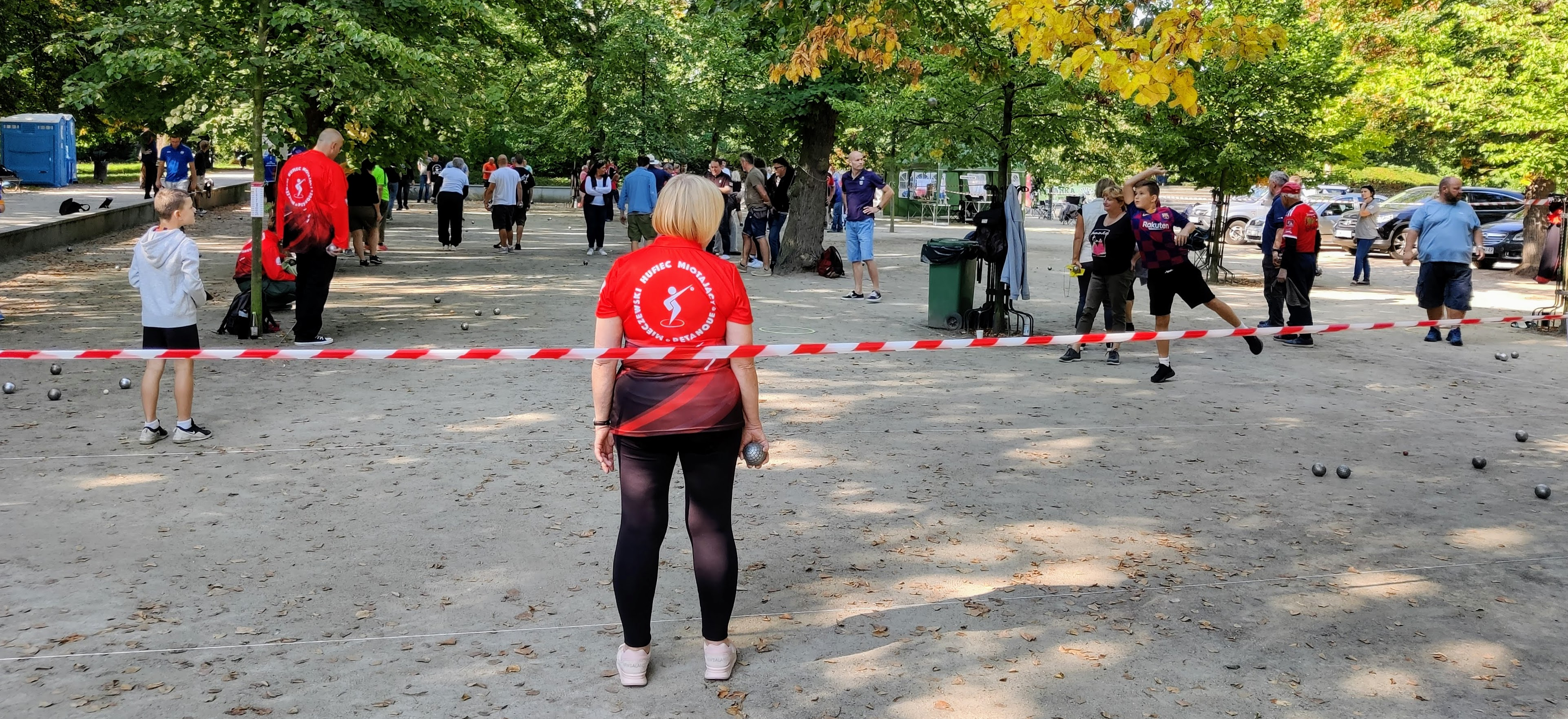
Otwarte Mistrzostwa Wrocławia, 2020 r.

Oprócz powyższych organizuje się też turnieje otwarte (openy) pod patronatem Polskiej Federacji Pétanque. Mogą w nich uczestniczyć również amatorzy nie zrzeszeni w klubach. Za zdobyte w openach miejsca otrzymuje się punkty do klasyfikacji indywidualnej. Sumują się one z punktami zdobytymi w trzech turniejach eliminacyjnych Drużynowych Mistrzostw Polski i w rozgrywkach pucharowych.

## Klasyfikacja indywidualna
Coroczny ranking indywidualny zawodników zrzeszonych w Polskiej Federacji Pétanque tworzony jest na podstawie wyników osiągniętych w turniejach akredytowanych przez PFP.
- sezon 2003: Daniel Siara (KSP Jedlina-Zdrój),
- sezon 2004: Tomasz Lipczyński (EKS „Kolektyw” Radwanice),
- sezon 2005: Tomasz Lipczyński, Dominik Pilarski (obaj z EKS „Kolektyw” Radwanice),
- sezon 2006: Dominik Pilarski (EKS „Kolektyw” Radwanice),
- sezon 2007: Ryszard Kowalski (KSP Broen-Karo Dzierżoniów),
- sezon 2008: Jędrzej Śliż (Żywiecki Klub Boules)

Począwszy od roku 2009 nagrody za wyniki w klasyfikacji indywidualnej przyznawane są w trzech odrębnych kategoriach: 1. (tak jak w latach poprzednich) dla najwyżej sklasyfikowanego zawodnika, 2. dla najwyżej sklasyfikowanej kobiety 3. dla najwyżej sklasyfikowanego juniora.
- sezon 2009: Andrzej Śliż (Żywiecki Klub Boules), kobiety: Joanna Kastelik (KSP Broen-Karo Dzierżoniów), juniorzy: również Joanna Kastelik,
- sezon 2010: Szymon Kubiesa (Żywiecki Klub Boules), kobiety: Wioletta Śliż (Żywiecki Klub Boules), juniorzy: Paweł Pieprzyk (ŚKPP Buler Śrem)
- sezon 2011: Andrzej Śliż (Żywiecki Klub Boules), kobiety: Katarzyna Bąbik (OKS „Sokół” Wrocław), juniorzy: Paweł Pieprzyk (ŚKPP Buler Śrem)

## Reprezentacja Polski
Zwycięzcy Mistrzostw Polski mają prawo do reprezentowania kraju na Mistrzostwach Świata lub Mistrzostwach Europy w odpowiedniej kategorii: seniorów, kobiet lub juniorów.
Reprezentacja Polski Seniorów
- 2003 Jerzy Siara, Piotr Siara, Daniel Siara (KSP Jedlina-Zdrój)
- 2004 Andrzej Śliż, Jędrzej Śliż, Katarzyna Śliż (ŻKB Żywiec)
- 2005 Andrzej Śliż, Jędrzej Śliż, Katarzyna Śliż (ŻKB Żywiec)
- 2006 Jarosław Cybulak, Radosław Banaszkiewicz, Mateusz Markiewicz (UPKS Bula Łódź), Tomasz Lipczyński (EKS Kolektyw Radwanice)
- 2007 Andrzej Śliż, Jędrzej Śliż, Szymon Kubiesa (ŻKB Żywiec)
- 2008 Andrzej Śliż, Jędrzej Śliż, Szymon Kubiesa, Marek Lach (ŻKB Żywiec)
- 2009 Andrzej Śliż, Jędrzej Śliż, Szymon Kubiesa (ŻKB Żywiec)
- 2010 Andrzej Śliż, Jędrzej Śliż, Szymon Kubiesa (ŻKB Żywiec)
- 2011 Andrzej Śliż, Jędrzej Śliż, Szymon Kubiesa (ŻKB Żywiec)

## Zgrupowanie
W latach 2008 i 2010 Prezes Międzynarodowej Federacji Pétanque i Gry Prowansalskiej Claude Azéma gościł w Żywcu, gdzie prowadził szkolenie/seminarium dla trenerów i sędziów PFP.

### Strony pierwszoligowych klubów pétanque w Polsce
- Liskowiak Lisków - Klubowy Mistrz Polski 2011 (Strona Starostwa Powiatowego w Kaliszu)
- Żywiecki Klub Boules - wielokrotny zdobywca tytułu Klubowego Mistrza Polski
- Broen Karo Dzierżoniów - wielokrotny zdobywca tytułu Klubowego Mistrza Polski
- Uczniowski Parafialny Klub Sportowy „Bula” Kalonka. upksbula.pl. [zarchiwizowane z tego adresu (2011-08-21)].
- Klub Sportowy „Słowianka” Gorzów Wielkopolski. slowianka.pl. [zarchiwizowane z tego adresu (2011-08-23)].
- ŚKPP Buler Śrem
- Śremski Klub Peanque
- Sekcja Petanque Katowice
- KSP Jedlina-Zdrój
- Myślenicki Klub Petanque. petanque.myslenice.pl. [zarchiwizowane z tego adresu (2012-09-18)].
- Śląski Klub Petanque „Carbon” Katowice